# Synchytrium hypochaeridis
Synchytrium hypochaeridis är en svampart som beskrevs av Karling 1968. Synchytrium hypochaeridis ingår i släktet Synchytrium och familjen Synchytriaceae.   Inga underarter finns listade i Catalogue of Life.